# Hypergraph-Teleskop
Ein Hypergraph-Teleskop ist ein Spiegelteleskop, das ähnlich aufgebaut ist wie ein Cassegrain-Teleskop (parabolischer Primärspiegel, hyperbolischer Sekundärspiegel).
Um die optische Qualität für die Fotografie zu erhöhen, wird beim Hypergraph wie beim Ritchey-Chrétien-Cassegrain-Teleskop (RC-Teleskop) in den Strahlengang hinter den Sekundärspiegel ein System von Korrektur-Linsen eingefügt, der sogenannte Korrektor. Für eine weitere Leistungssteigerung gegenüber dem RC-Teleskop passt man beim Hypergraph zusätzlich die Hyperbel des Sekundärspiegels an. Das erklärt die Namensgebung und ist insbesondere wichtig bei Fotografien auf größere Filme (z. B. Mittelformat) oder CCD-Chips, um eine optimale Schärfeleistung über das gesamte Bildfeld zu gewährleisten.